# Vương Khải (nhà Thanh)
Vương Khải (chữ Hán: 王凯, ? – 1800), người huyện Quý Trúc, phủ Quý Dương, tỉnh Quý Châu , tướng lãnh nhà Thanh.

## Sự nghiệp
Khải tham gia chiến dịch Kim Xuyên lần thứ 2, tích công lao nên được làm đến Du kích, rồi được cất nhắc làm Chiết Giang Định Hải trấn Tổng binh.
Năm Gia Khánh thứ 2 (1797), Khải không am tường thủy quân nên chịu giáng làm Phó tướng, nhận mệnh đi Quý Châu, theo Lặc Bảo (勒保) tiễu trừ khởi nghĩa người Trọng Gia, được bổ làm Đô quân hiệp.
Năm thứ 3 (1798), Khải được thụ chức Nghi Xương trấn Tổng binh, đóng giữ huyện Vân, đánh bại nghĩa quân ở Hoàng Long Than . Khải soái 2000 binh, chia giữ Vân Tây, Ba Châu, phòng ngừa Trương Hán Triều.
Năm thứ 4 (1799), nghĩa quân chạy đến huyện Phòng, Khải đánh đuổi được.
Năm thứ 5 (1800), nghĩa quân lại xâm phạm, Khải đánh cho họ đại bại, sau đó lại phá địch ở Đông Hồ. Mùa hạ cùng năm, Từ Thiên Đức nhòm ngó binh lực ít ỏi của Tương, Vân, bèn xâm phạm Đương Dương, Viễn An, chiếm cứ Mã An Sơn; quan quân hiệp nhau đánh trả, trong đó Khải men theo sườn núi trái mà tiến. Nghĩa quân chạy đi Mã Gia Doanh , quan quân chia 3 lộ xâm nhập; nghĩa quân mở 2 cánh trái – phải kháng cự, riêng sai 1 đội đánh úp phía sau. Khải hăng hái tiến đánh, nghĩa quân hơi lùi, khiến ông rơi vào bẫy mai phục. Nghĩa quân ở trong rừng xông ra, Khải thảng thốt không địch nổi nên bị giết.

## Hậu sự
Khải được triều đình Ưu tuất, đặt thụy là Dũng Tráng, còn có thế chức Kỵ đô úy.